# Lauderhill
Lauderhill város az Amerikai Egyesült Államok Florida államában, Broward megyében. Lakosainak száma 74 482 fő (2020. április 1.).

## Népesség
A település népességének változása:

| 2010 | 66 887 |
| 2020 | 74 482 |